# Дмитрий I
Дмитрий I Александрович Переяславски (на руски: Дмитрий I Александрович Переяславский) е велик княз на Владимирско-Суздалското княжество (1276 – 1293) от династията Рюриковичи. През по-голямата част от управлението си враждува с по-малкия си брат Андрей Городецки, който в крайна сметка го отстранява от трона.

## Живот
Дмитрий Александрович е вторият син на великия княз Александър Невски и негов главен наследник след смъртта на по-големия си брат Василий.
През 1259 г. той е поставен от баща си начело на Новгород. След смъртта на Александър Невски през 1264 г. Дмитрий е прогонен от Новгород, поради ранната си възраст, и заминава в Переславъл.
През 1268 г. Дмитрий се завръща в Новгород и оглавява местните военни части във войните с Ливонския орден. През следващите години той се бори за властта в града със своите чичовци Ярослав Тверски и Василий Костромски. През 1276, след като и двамата умират, той наследява трона на великите князе във Владимир, но продължава да управлява от Переславъл.
Докато Дмитрий е ангажиран с продължаващите междуособици в Новгород, брат му Андрей Городецки отива в Сарай и получава от хана на Златната орда разрешение да заеме мястото на Дмитрий като велик княз. През 1281 г., с помощта на князете на Ростов и Ярославъл, той превзема Переславъл. Дмитрий не получава подкрепа и в Новгород и трябва да бяга на север, вероятно в Скандинавия.
През 1283 г. Дмитрий се завръща в Русия, сключва съюз с Ногай хан, противник на Златната орда, и успява да си върне властта. През 1285 Андрей прави нов неуспешен опит да прогони Дмитрий с помощта на Златната орда. През 1293 г., с обединените сили на Златната орда и някои руски князе Андрей Городецки окончателно отстранява Дмитрий от трона. Той става монах и умира година по-късно.